# U–187
Az U–187 tengeralattjárót a német haditengerészet rendelte a brémai AG Wessertől 1940. augusztus 15-én. A hajót 1942. július 23-án vették hadrendbe. Egy harci küldetése volt, amelynek 24. napján brit hadihajók megsemmisítették.

## Pályafutása
A Ralph Münnich irányította U–187 1943. január 12-én futott ki Kielből első és utolsó járőrszolgálatára. Norvégia déli csücske mellett elhaladva, Izlandtól délre hajózott ki az Atlanti-óceán északi részére. Február 4-én, anélkül, hogy egyetlen szövetséges hajót elsüllyesztett volna, Új-Fundlandtól keletre két brit romboló, az HMS Vimy és az HMS Beverley mélységi bombákkal a tenger fenekére küldte. A legénység 45 tagja túlélte a támadást, kilenc elesett.

## Kapitány
| Név           | Kezdőnap         | Zárónap          |
| ------------- | ---------------- | ---------------- |
| Ralph Münnich | 1942. július 23. | 1943. február 4. |

## Őrjárat
| Indulás | Indulónap        | Érkezés | Zárónap          |
| ------- | ---------------- | ------- | ---------------- |
| Kiel    | 1943. január 12. | *       | 1943. február 4. |

* A tengeralattjáró nem érte el úti célját, elsüllyesztették